# Spähpanzer Ru 251
 (janvier 2018).
Si vous disposez d'ouvrages ou d'articles de référence ou si vous connaissez des sites web de qualité traitant du thème abordé ici, merci de compléter l'article en donnant les références utiles à sa vérifiabilité et en les liant à la section « Notes et références ».
Le Spähpanzer Ru 251, aussi désigné simplement par Ru 251, est un prototype de char léger de reconnaissance développé en 1964 pour remplacer les M41 Walker Bulldogs américains devenus obsolètes, alors en service dans la Bundeswehr. Son châssis est basé sur celui du chasseur de chars allemand Kanonenjagdpanzer. Le prototype final n'est jamais entré en service du fait de l'arrivée du Leopard 1.

## Contexte
Le Ru 251 fait partie des projets que la Bundeswehr a lancé afin de contrer la menace soviétique croissante en Europe durant la guerre froide, la République fédérale d'Allemagne se trouvant directement au contact de pays du bloc de l'Est comme la Tchéchoslovaquie, mais surtout la République démocratique allemande, d'où l'Union soviétique pourrait lancer son assaut sur l'Europe. On retrouve, en parallèle de celui-ci, un autre projet, l'Europanzer, qui aboutira au Leopard 1 pour l'Allemagne ou encore à l'AMX-30 pour la France.

## Conception
Le Ru 251 est un char léger conçu uniquement pour un rôle de reconnaissance. Au début des années 1960, la Bundeswehr utilisait encore des M41 Walker Bulldogs américains pour remplir un rôle de chars de reconnaissances. Complètement obsolètes, il fut décidé de les remplacer par des véhicules plus modernes. Ainsi, un programme visant à développer un nouveau char léger est lancé en 1960. Il était essentiel que ce char ait une excellente mobilité, couplée à une puissance de feu suffisante pour détruire les principaux chars de combat soviétiques de l'époque. Le premier prototype fut construit en 1963, suivi par au moins un autre en 1964.
Les prototypes subirent un grand nombre de tests sur le terrain (test de mobilité, aptitude du char à se déplacer sur des terrains difficiles, etc.) l'année où le second prototype arriva. Toutefois, le développement du Ru fut interrompu du fait de la mise en production du Leopard, finalement très similaire à ce dernier.

## Description
Construit sur les bases du chasseur de chars Kanonenjagdpanzer, le char reprenait la majorité des composants de ce dernier. En revanche, au lieu d’un canon fixe comme en bénéficiait la lignée des chasseurs de chars allemands, le Ru 251 reçu une tourelle. Le char était également équipé d'un canon de 90mm Rheinmetall BK 90, la version allemande du canon américain de 90mm M36 installé sur les M47 Patton II. Le prototype final du Ru 251 possédait une mobilité et une puissance de feu remarquable, au détriment de protection contre les obus. Les travaux sur le Ru 251 étaient strictement confidentiels, ainsi que les détails de son développement qui sont encore gardés secrets par la Bundeswehr aujourd’hui, d'où l'imprécision sur certaines de ses caractéristiques.

## Apparence dans les médias
- Dans War Thunder, le Ru 251 est disponible comme char léger premium de tiers IV dans l'arbre des forces terrestres allemandes.
- On retrouve également le Ru 251 dans World of Tanks en char léger de tier IX dans l'arbre allemand.